# Lajido

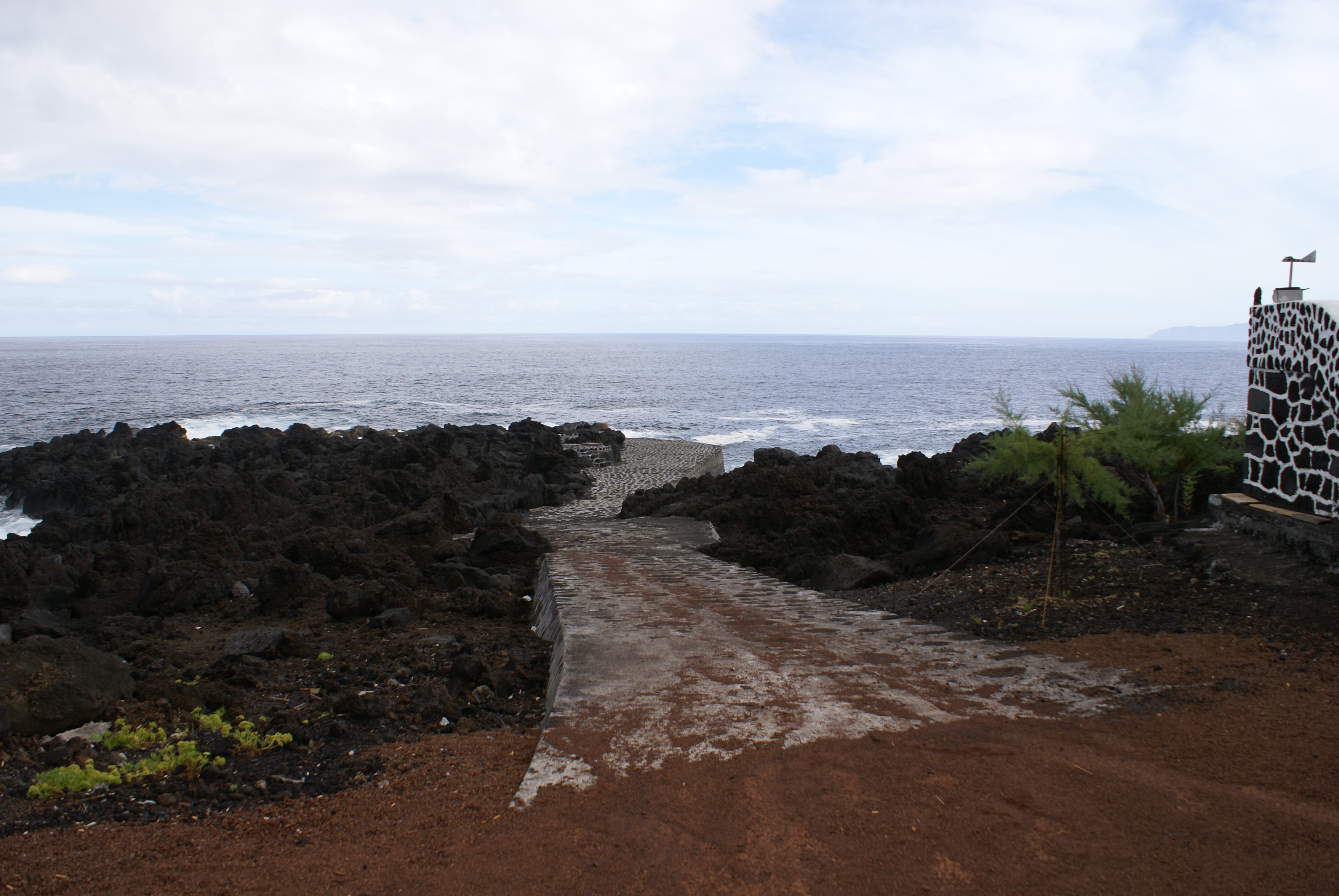
Porto Piscatório do Lajido de Santa Luzia

O Lajido é uma localidade da freguesia de Santa Luzia, Concelho de São Roque do Pico, ilha do Pico, arquipélago dos Açores.
Este local que vai buscar o nome ao facto de se localizar sobre extensos derrames lavicos apresenta-se  maioritariamente constituído por antigas adegas situada junto à costa, circundada por terrenos utilizados no cultivo da vinha, particularmente do Verdelho.
Aqui encontra-se uma das importantes A Zonas da Cultura da Vinha da Ilha do Pico, neste caso, a Zona Norte.
No Lajido localiza-se a Ermida da Nossa Senhora da Pureza, cuja construção se efectuou no Largo do Lajido, bem como um dos factores de transformação do ambiente pelo homem que lhe é mais característico, os Currais de vinha de Verdelho e os Currais destinados ao cultivo de figueira.
Em alguns locais, principalmente junto à orla costeira, já à saída do Lajido, em direcção ao povoado dos Arcos, estes currais aparecem construídos em alvenaria de pedra seca e com uma forma semicircular, para protecção de figueiras. A abertura do semicírculo está orientada para sul. 